# Боевая экипировка М05
Боевая экипировка M05 — это комплект боевой экипировки, принятый на вооружение Силами обороны Финляндии в 2007 году. В комплект входят маскировочная одежда M05 с камуфляжным рисунком (лесной, морозный или зимный вариант; допускается также использование старой формы M91. Также был разработан городской камуфляж серо-коричневого цвета, который пока не используется на практике. Финские миротворцы, в зависимости от условий, применяют форму с пустынным камуфляжем M04. Планируется, что в 2020 году будет введён в использование совместный североевропейский боевой комплект для Финляндии, Норвегии, Швеции и Дании. Несмотря на унификацию конструкции, каждая страна сохраняет свой собственный камуфляжный рисунок; в Финляндии будет продолжено использование узора M05.

## Снаряжение
Боекомплект включает в себя либо бронежилет, либо разгрузочный жилет M05 (альтернативно — поясное снаряжение модели M/85). Жилет M05 является модульным и может настраиваться в зависимости от задач: на него можно крепить различные подсумки, например, под магазины, флягу или сапёрную лопатку.
На голове бойца находится композитный шлем, обеспечивающий баллистическую защиту, с чехлом под камуфляж M05. При необходимости используются также защитные очки с баллистической устойчивостью. В качестве обуви используются либо резиновые сапоги, либо армейские ботинки.

## Система многослойности одежды
В ходе обучения срочной службы особое внимание уделяется многослойной одежде, чтобы солдат сохранял боеспособность в различных условиях и ситуациях. Так, летом под полевой формой носят только короткие трусы и футболку. В условиях сильного мороза дополнительно надеваются тёплое нижнее бельё, утепляющий слой M05, маскировочная форма, при необходимости  снежный камуфляж, а также утеплённые куртка и брюки в качестве одежды для отдыха. Камуфляж должен быть достаточно свободным, чтобы под него можно было надеть нужные слои одежды и при этом не стеснять движения бойца.

## См.также
- Семейство военных камуфляжей M05